# Helicopis putumayensis
Helicopis putumayensis är en fjärilsart som beskrevs av Le Moult 1939. Helicopis putumayensis ingår i släktet Helicopis och familjen Riodinidae. Inga underarter finns listade i Catalogue of Life.